# Within the Law
Within the Law è un film del 1917 diretto da William P.S. Earle e interpretato da Alice Joyce.
Prodotto dalla Vitagraph Company of America, il film uscì nelle sale il 29 aprile 1917. Tratto da un lavoro teatrale di grande successo, fu portato sullo schermo altre tre volte: da Norma Talmadge nel 1923, Joan Crawford in Paid del 1930 e Ruth Hussey nel 1939 (Within the Law).

Adele de Garde era stata un'attrice bambina che aveva girato diversi film per la Biograph di Griffith e appare in molti dei suoi primi film.

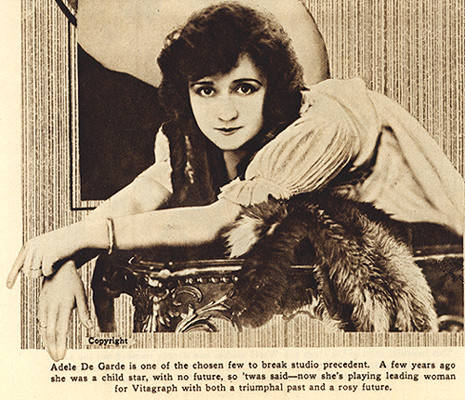
Adele DeGarde
Pubblicità della Vitagraph (1917)

## Trama
Mary Turner lavora come commessa. Accusata di un furto, viene condannata ma il vero colpevole si chiama Gilder e la giovane giura di vendicarsi di lui. Passano quattro anni. Scontata la pena, Mary esce di prigione e trova lavoro presso Joe Garson, un truffatore e ladro. Conosce Dick, il figlio di Gilder, il quale si innamora di lei e la chiede in moglie. Lei accetta ma soltanto perché è decisa a portare avanti la sua vendetta.
Intanto Garson viene indotto a svaligiare la casa del vecchio Gelder. Ma la rapina finisce male, con Garson che uccide Eddie, il tipo che lo aveva spinto al furto per mettere in trappola sia lui che Mary. La donna, infatti, viene chiamata con una scusa nella casa di Gelder e vi giunge proprio nel momento in cui avviene l'omicidio. La polizia, che aveva predisposto la trappola, interviene e l'arresta. Ancora una volta innocente, Mary rischia di essere condannata nuovamente e questa volta per omicidio. Garson, però, alla fine confessa. Finalmente libera, Mary si accorge di amare veramente il marito e rinuncia alla sua vendetta.

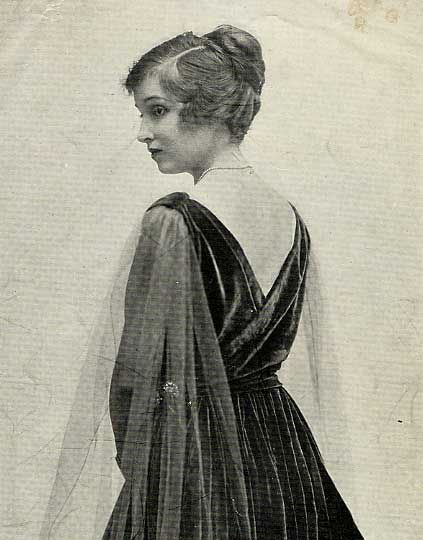
Alice Joyce in una foto pubblicitaria del film

## Produzione
Tratto da Within the Law, un noto melodramma di Bayard Veiller presentato a Broadway nel 1912 con grande successo (il dramma rimase in scena con 541 repliche, il film fu prodotto dalla Vitagraph Company of America.

## Distribuzione
Il film uscì nelle sale statunitensi il 29 aprile 1917, distribuito dalla Greater Vitagraph (V.L.S.E., Inc). In Portogallo, uscì l'8 febbraio 1920.
Non si conoscono copie ancora esistenti della pellicola che viene considerata presumibilmente perduta.